# Ninja (gamer)
Richard Tyler Blevins, född 5 juni 1991, mer känd som sitt online-alias Ninja, är en amerikansk streamare, YouTuber, professionell spelare och internetpersonlighet. 
Blevins började sin streaming genom att delta i flera esportlag i tävlingsspel för Halo 3 och fick stor uppmärksamhet när han började spela Fortnite Battle Royale i oktober 2017. Innan han bytte från Twitch till Mixer den 1 augusti 2019 hade Blevins över 14 miljoner följare och är den mest följda aktiva Twitch-kanalen. När Mixer gick i konkurs gick Ninja tillbaka till Twitch där han fortfarande streamar.

## Tidigt liv
Richard Tyler Blevins föddes den 5 juni 1991 av amerikanska föräldrar med walesisk härkomst. Han föddes i Detroit-området men flyttade som spädbarn med sin familj till förorterna i Chicago. Han gick på Grayslake Central High School, där han spelade fotboll. Efter examen bestämde han sig för att spela videospel professionellt, delta i turneringar, gå med i professionella organisationer och livestreama sina spel.

## Karriär

### Esport och streaming
Blevins började spela Halo 3 professionellt 2009. Han spelade för olika organisationer inklusive Cloud9, Renegades, Team Liquid, och senast Luminosity Gaming. Blevins blev en streamer 2011. Han började med att spela H1Z1 och gick sedan vidare till PlayerUnknown's Battlegrounds (PUBG). Han gick med i Luminosity Gaming 2017 först som en Halo-spelare, sedan H1Z1, och efter ett tag PUBG, där han vann PUBG Gamescom Invitational Squads-klassificeringen i augusti 2017.
Blevins började streama det nyligen släppta Fortnite Battle Royale strax efter PUBG Gamescom Invitational. Hans tittarantal började växa, vilket sammanföll med spelets tillväxt i popularitet mellan 2017 och 2018. Hans antal följare på Twitch hade vuxit från 500 000 i september 2017 till över 2 miljoner i mars 2018.
I mars 2018 satte Blevins Twitch-rekordet för den största samtidiga mängden tittare på en individuell ström (utanför turneringshändelser), 635 000, där han spelade Fortnite med Drake, Travis Scott och Juju Smith-Schuster. Denna live-streamen inspirerade Epic Games, utvecklarna bakom Fortnite, att vara värd för ett välgörenhets-evenemang med populära streamers såsom Blevins, ihop med berömda kändisar i Fortnite på E3 2018 i juni samma år; Blevins tillsammans med musikproducenten Marshmello vann evenemanget. I april 2018 slog han sitt eget tittarrekord under sitt evenemang Ninja Vegas 2018, där han samlade en tittarsiffra på cirka 667 000 livetittare.
Blevins började ett samarbete med Red Bull Esports i juni 2018 och höll ett speciellt Fortnite-evenemang, Red Bull Rise Till Dawn i Chicago den 21 juli 2018, där spelare kunde utmana honom.
Blevins ökade popularitet på Twitch anses vara synergistiskt knuten till Fortnite Battle Royales framgång. I december 2018 beräknade Blevins att han hade tjänat 88 800 000 SEK i samband med Fortnite.
Reuters rapporterade att Blevins hade blivit betald ca 8 900 000 SEK av spelutgivaren EA för att främja deras nya spel Apex Legends. Apex Legends var en stor konkurrent till Fortnite. Spelet släpptes Februari 2019, och mycket riktigt så spelade Ninja spelet - och lockade många nya spelare.
Den 1 augusti 2019 lämnade Blevins Twitch för att streama uteslutande på Microsofts Mixer- plattform. Hans fru och manager Jessica berättade för The Verge att kontraktet med Twitch hade begränsat Ninjas förmåga att ytterligare utöka sitt varumärke utanför videospel, och att på grund av Twitchs struktur "verkade det verkligen som om han tappade sig själv och hans kärlek till streaming".
Förutom ett stort antal prenumeranter på Twitch och Mixer har Blevins över 23 miljoner prenumeranter på YouTube från och med maj 2020. Vid den tiden tjänade han mer än 500 000 dollar per månad på att strömma Fortnite och pekade till spelets gratis spelmodell som en stor tillväxtfaktor.
På grund av stängningen av Mixer i juli 2020 släpptes Blevins från sin exklusivitetsavtal, vilket gjorde det möjligt för honom att strömma på andra plattformar. Den 10 september 2020 avslöjade Blevins att han hade tecknat ett exklusivt flerårigt avtal med Twitch och strömmade på plattformen samma dag.

### Andra framträdanden
Blevins och hans familj var med i flera avsnitt av tv-spelshowen Family Feud 2015. I ett avsnitt som sändes i augusti 2019, efter att han hade uppnått sin berömmelse, återvände hans familj som tävlande på Celebrity Family Feud.
I september 2018 blev Blevins den första professionella e-sportspelaren som presenterades på omslaget till ESPN The Magazine, vilket markerade ett genombrott för esport inom mainstream sport.
Blevins arbetade med skivbolaget Astralwerks i oktober 2018 för att sammanställa ett album med titeln Ninjawerks: Vol. 1 med originallåtar av elektroniska musikhandlingar inklusive Alesso, Nero, Tycho och 3LAU. Förutom att Blevins var fans av dessa artister, kände han att albumet var "ytterligare ett stort steg mot att överbrygga klyftan mellan musikartister och gamers". Albumet släpptes den 14 december 2018.
Blevins var en av flera internetkändisar som presenterades i YouTube Rewind 2018: Everyone Controls Rewind, som också innehöll Fortnite. Blevins dök upp kort under NFL:s "The 100-Year Game" -annons tillsammans med många flera professionella fotbollsspelare som sändes under Super Bowl LIII 2019. Han var den enda deltagaren i reklamen utan några som helst band till amerikansk fotboll i någon form.
Blevins har släppt flera böcker med förlaget Random House. Random House imprint, Clarkson Potter, publicerade Get Good: My Ultimate Guide to Gaming den 20 augusti 2019.
Blevins deltog i den andra säsongen av Fox reality-musiktävlingen The Masked Singer som Ice Cream Cone. Han röstades ut efter sin första föreställning till Devos " Whip It " och Lil Nas Xs " Old Town Road " och tvingades därmed avslöja sin identitet. I en intervju med Entertainment Weekly avslöjade Blevins att han accepterade en inbjudan att delta eftersom hans fru var ett fan av showen.
Den 15 januari 2020 avslöjade Ninja att en outfit som skildrar sig själv skulle visas i Fortnite Battle Royale, som en del av Icon Series.

## Välgörenhetsarbete
I en välgörenhetsstream som hölls i februari 2018 samlade Blevins in över 110 000 dollar till American Foundation for Suicide Prevention. Under det första Fortnite Battle Royale Esports-evenemanget i april 2018 gav Blevins bort nästan 50 000 dollar i prispengar, varav 2500 dollar gick till Alzheimers Association. Senare i april deltog han i # Clips4Kids-evenemanget med andra streamers DrLupo och TimTheTatman, och totalt hjälpte han till att samla in över 340 000 dollar. På E3 2018 vann Blevins och Marshmello Fortnite Pro-Am-evenemanget, vilket resulterade i att han donerade priset på en miljon amerikanska dollar till en välgörenhetsorganisation.

## Kontroverser
Blevins har sagt att han inte streamar med kvinnliga spelare av respekt för sin fru och för att undvika rykten som sådan streaming kan skapa. Han fick blandade reaktioner; en del sa att han borde föregå med gott exempel och inte göra det svårare för kvinnliga streamers att komma framåt, medan andra stödde hans ställning och hävdade att han borde få göra vad han vill för att skydda sitt äktenskap. Som svar på sina kritiker har Blevins bekräftat sitt stöd för jämställdhet och upprepat sitt engagemang för sitt äktenskap och nämnt några framstående kvinnliga streamers vid namn. Han har också gjort klart att kvinnor är välkomna att spela med honom i en grupp eller vid evenemang och säger att sådana situationer tillåter honom att "styra berättelsen mer, utan att dumt drama och rykten strömmar in i våra liv."
I december 2016 släppte Blevins en donerings-adress som vedergällning för att ha haft ett rasistiskt skärmnamn och donationsmeddelande. Denna handling, som kallas "doxing", strider mot Twitch- reglerna, som säger att det kan resultera i en "obestämd timeout". Blevins rapporterades för denna handling, men fick bara en 48-timmars avstängning, som vissa trodde var ett resultat av Blevins stora publik på plattformen. Blevins twittrade senare att han förtjänade straffet.
I mars 2018, medan han var i en ström med Nadeshot, improviserade Blevins ordet " nigga " medan han rappade till Logics" 44 More ". Detta utlöste kontrovers hos hans tittare  och allmänheten. Senare bad han om ursäkt för alla brott som orsakats och uppgav att han inte hade för avsikt att säga ordet, utan istället att tillskriva sin användning av ordet till att vara en felsägning.
I oktober 2018 rapporterade Blevins att en spelare hade "högre ping " än honom. Detta ledde till att en spelare den 16 november 2018 hävdade att de hade bannats från fortnite till följd av rapporten, vilket Epic Games förnekade. Båda dessa incidenter orsakade motslag mot Blevins på sociala medier.
I november 2018 fick Blevins kritik för att felaktigt rapportera IcyFive, en Fortnite-spelare, för "stream sniping". Efter att Blevins hade eliminerats av IcyFive, sa Blevins lagkamrat, DrLupo, att han skulle se upp för en "emote", som IcyFive även gjorde. Blevins tog detta som ett bevis på att IcyFive stream-snipade honom och rapporterade snabbt spelaren. Efter att ha rapporterat IcyFive uppgav Blevins att han skulle "göra allt han kan" för att säkerställa att IcyFive blev bannad och berättade för IcyFive att han inte skulle rapportera honom om han lämnade spelet omedelbart trots att han redan hade rapporterat honom. Eftersom IcyFive inte tittade på streamen gjorde han det inte. Blevins antog att IcyFive ignorerade honom och tog ut sin telefon i vad som tycktes vara ett försök att direkt kontakta Epic Games. IcyFive hävdade att han inte stream-snipade Blevins och laddade upp en video som bevis. DrLupo förklarade senare att han inte trodde att IcyFive-stream snipade Blevins och nämnde att användning av en emote var en regelbunden reaktion på en ökning av åskådarantalet efter eliminering, och uppgav också att han inte tolererade Blevins handlingar och jämförde dem med en "rant". Blevins bad senare IcyFive om ursäkt på Twitter men anklagade också spelaren för att ha "spelat offret" och "mjölkat" händelsen och kallat honom "naiv" för att anta att spelare endast skulle förbjudas på hans ord.

## Filmografi
| År   | Titel    | Roll      | Anteckningar | Ref.   |
| ---- | -------- | --------- | ------------ | ------ |
| 2020 | Free Guy | Han själv | Cameo        | [ 47 ] |

## Utmärkelser och nomineringar
| År   | Pris               | Kategori                                                          | Resultat                 |
| ---- | ------------------ | ----------------------------------------------------------------- | ------------------------ |
| 2018 | Streamy Awards     | Nykomling – kreatör (Breakout Creator)                            | Nominerad Nominerad Vann |
| 2018 | Streamy Awards     | Årets kreatör (Creator of the Year)                               | Nominerad Nominerad Vann |
| 2018 | Streamy Awards     | Gaming                                                            | Nominerad Nominerad Vann |
| 2018 | Streamy Awards     | Live Streamer                                                     | Nominerad Nominerad Vann |
| 2018 | Esports Awards     | Årets bästa Esport-personlighet (Esports personality of the Year) | Vann                     |
| 2018 | Game Awards 2018   | Årets innehållsskaparare (Content Creator of the Year)            | Vann                     |
| 2019 | Shorty Awards      | Årets Twitch streamer                                             | Vann                     |
| 2019 | Streamy Awards     | Årets kreatör                                                     | Nominerad Vann           |
| 2019 | Streamy Awards     | Streamer                                                          | Nominerad Vann           |
| 2020 | Kids Choice Awards | Favoritgamer                                                      | Nominerad                |